# 金津村 (石川県河北郡1960年)
金津村（かなつむら）は、石川県河北郡に存在した村。1907年まで存在した金津村（かなづむら）とは別の村である。

## 地理
- 初代の金津村の北隣に位置。おおむね1907年（明治40年）まで金津谷村だった所である。
- 横山周辺の西側は平野部であるが、東側は丘陵部が多く、各地区は宇ノ気川などの谷に沿っている。

## 歴史

### 村の名称の由来
古代から江戸時代にかけて存在した「金津荘」に由来した。

### 沿革
- 1950年（昭和25年）4月1日 - 高松町のうち、旧・金津谷村の若緑を除く5大字（横山、上田名、谷、笠島、余地）が分立して成立。
- 1960年（昭和35年）4月1日 - 宇ノ気町に編入。5大字は同町の大字に継承。

## 行政

### 村長
| 代 | 人 | 氏名     | 就任                     | 退任                      | 備考 |
| -- | -- | -------- | ------------------------ | ------------------------- | ---- |
| 1  | 1  | 宮崎清治 | 1950年（昭和25年）5月7日 | 1954年（昭和29年）5月6日  |      |
| 2  | 1  | 宮崎清治 | 1954年（昭和29年）5月7日 | 1958年（昭和33年）5月3日  |      |
| 3  | 2  | 室谷理吉 | 1958年（昭和33年）5月7日 | 1960年（昭和35年）3月31日 |      |

## 地域

### 教育
- 金津村立金津中学校（1961年（昭和36年）4月1日、宇ノ気中学校に統合。）
- 金津村立金津小学校（現・かほく市立金津小学校）

## 交通

### 鉄道路線
- 日本国有鉄道
  - 七尾線
    - 横山駅